# Hugo (Minnesota)
Hugo è una città degli Stati Uniti d'America, situata in Minnesota, nella Contea di Washington.